# Блаца (Кожани)
Блаца или Влашка Блаца (грч. Βλάστη, Власти) је насељено место у општини Еордеја у периферији Западна Македонија, Грчка. Према попису из 2021. године било је 326 становника.
Према бугарском географу и историчару, Василу Канчову, у Блаци је 1900. године живело 1.300 Аромуна и 1.200 Грка. Македонски историчар Тодор Симовски, 1998. године наводи да је Блаца аромунско насеље.